# 交響曲第1番 (メンデルスゾーン)
交響曲第1番 ハ短調 作品11, MWV N 13 は、フェリックス・メンデルスゾーンが1824年に作曲した交響曲。それ以前に『弦楽のための交響曲』を作曲しているため、実際は13番目の交響曲にあたるが、出版時に「第1番」と変更された（後述）。

## 概要
1824年の初め頃からその年の前半にかけてライプツィヒで作曲・完成されており、作曲当時のメンデルスゾーンはわずか15歳であった。初演は1827年2月1日に同地で、当時常任指揮者を務めていたヨハン・フィリップ・シュルツの指揮、ライプツィヒ・ゲヴァントハウス管弦楽団によって行われた。初演は好評裡に迎えられ、『一般音楽新聞』 (Allgemeine musikalische Zeitung) の批評欄には初演時の批評が書かれ、好意的に受け止められている（ゴットフリート・ヴィルヘルム・フィンクによる）。
なお、1829年5月25日にメンデルスゾーンはロンドンのフィルハーモニック協会の演奏会においてこの交響曲を指揮しており、ライプツィヒでの初演以上にロンドンでおおいに絶賛されている。このことが後に、メンデルスゾーンがロンドン・フィルハーモニック協会の名誉会員に推挙される契機となったのである。
12曲の『弦楽のための交響曲』に続いて作曲されたこの交響曲の草稿には、「交響曲第13番」と記されていた。しかし、草稿の紛失や習作、あるいは試作といった見方から、出版社ブライトコプフ・ウント・ヘルテルは12曲の弦楽のための交響曲に印刷する価値を認めず、初めてフル・オーケストラで書かれたこのハ短調の交響曲を「第1番」として作品全集に組み入れて刊行した。
前述のように、本作はメンデルスゾーンが15歳の頃に作曲された若書きの作品だが、交響曲としての完成度はすでに大人の一流作曲家のレベルに達しており、この後に16歳で『弦楽八重奏曲 変ホ長調』（作品20）、17歳で『夏の夜の夢』序曲（作品21）を作曲する早熟の天才を予告している。
自筆譜の草稿はフィルハーモニック協会の図書館に保存されている。

### 影響
この交響曲においては、ハイドン、モーツァルト、ベートーヴェン、ウェーバーらの影響を受けて作曲していることが窺える。特にハイドンの『交響曲第95番 ハ短調』やモーツァルトの『交響曲第40番 ト短調』からの影響、ベートーヴェンの序曲『コリオラン』や『交響曲第5番 ハ短調』、ウェーバーの『魔弾の射手』序曲などの諸作品から強く影響を受けている。
第1楽章にウェーバー、第3楽章にベートーヴェン、第4楽章にハイドンとモーツァルトの影響がそれぞれ散見される。

## 楽器編成
- 木管楽器：フルート2、オーボエ2、クラリネット2、ファゴット2
- 金管楽器：ホルン2、トランペット2
- その他：ティンパニ、弦五部

## 曲の構成
全4楽章、演奏時間は約33分。家庭的な演奏を目的としたものではなく、本格的な演奏会を意識して書かれている。
- 第1楽章 アレグロ・ディ・モルト
ハ短調、4分の4拍子、ソナタ形式。

音階的進行とアルペッジョで構成された第1主題で始まる。第2主題はヴァイオリンで提示され、変ホ長調による接続進行を主体とする。展開部は簡潔で、第1主題と第2主題直前の木管による経過句と小結尾の素材から使用している。再現部の後、ハ長調の長大なコーダへと繋がる。この長大なコーダはメンデルスゾーンの並々ならぬ表出を見せている。

- 第2楽章 アンダンテ
変ホ長調、4分の3拍子、自由なソナタ形式。

変奏曲の手法も加わったソナタ形式の緩徐楽章。成熟した楽想と書法を遺憾なく発揮した楽章である。『ピアノ六重奏曲 ニ長調』（作品10）のアダージョ楽章冒頭部に酷似した弦による第1主題で始まる。木管に経過句が出ると、そのまま第2主題へと続く。すぐに第1主題が回帰し、展開部へと至る。第1主題に続いてここでは経過句が取り扱われる。再現部では第1主題の後に経過句は登場せずに第2主題に移行している。なお、この楽章のみトランペットとティンパニは使われない。

- 第3楽章 メヌエット：アレグロ・モルト - トリオ
ハ短調 - 変イ長調、4分の6拍子、三部形式。

メヌエット楽章であるが、ベートーヴェン風のスケルツォ的性格を宿している。また、4分の3拍子でなく変則的な4分の6拍子で書かれている。第1楽章における第1主題と関連する主題で模倣的に開始される（この主題は同年に作曲された『ヴィオラソナタ ハ短調』の第2楽章にも現れる）。変イ長調のトリオ部はコラール風である。メヌエットが復帰する部分では、ベートーヴェンの『交響曲第5番』のスケルツォからフィナーレへの推移部を思わせる。
なお、ロンドンでの演奏の際には、この楽章を『弦楽八重奏曲』のスケルツォを管弦楽編曲したものに置き換えている。

- 第4楽章 アレグロ・コン・フォーコ
ハ短調、4分の4拍子、ソナタ形式。

冒頭の第1主題から展開部までは、ハイドンとモーツァルト、ウェーバーの楽想が想起され、またそれらの手法も併せ持つ。展開部はフーガに似た厳格な書法がみられ、持続音を伴って終えると再現部へ入る。フガートによるコーダはハ長調で盛り上げ、全曲を終える。

## 編曲版
あまり知られていないが、この交響曲にはピアノ連弾版、およびヴァイオリンとチェロの二重奏版の2つの編曲版が存在する。そのうち、ピアノ連弾版はピアノ・デュオとして活躍するタール＆グロートホイゼンによって録音も行われている。

## 参考資料
- 『最新名曲解説全集1 交響曲1』（音楽之友社）
- 『メンデルスゾーン:交響曲全集』（ヘルベルト・フォン・カラヤン指揮,ベルリン・フィルハーモニー管弦楽団,DG）の解説書
- 『メンデルスゾーン:交響曲全集』（クラウディオ・アバド指揮,ロンドン交響楽団,DG）の解説書